# 罗贝凯托和因杜诺
罗贝凯托和因杜诺（義大利語：Robecchetto con Induno），是意大利米兰广域市的一个市镇。总面积13平方公里，人口4890人，人口密度376.2人/平方公里（2009年）。国家统计（ISTAT）代码为015183。